# Aldrich (Minnesota)
Aldrich es una ciudad ubicada en el condado de Wadena en el estado estadounidense de Minnesota. En el Censo de 2010 tenía una población de 48 habitantes y una densidad poblacional de 39,43 personas por km².

## Geografía
Aldrich se encuentra ubicada en las coordenadas 46°22′28″N 94°56′22″O / 46.37444, -94.93944. Según la Oficina del Censo de los Estados Unidos, Aldrich tiene una superficie total de 1.22 km², de la cual 1.22 km² corresponden a tierra firme y (0%) 0 km² es agua.

## Demografía
Según el censo de 2010, había 48 personas residiendo en Aldrich. La densidad de población era de 39,43 hab./km². De los 48 habitantes, Aldrich estaba compuesto por el 100% blancos, el 0% eran afroamericanos, el 0% eran amerindios, el 0% eran asiáticos, el 0% eran isleños del Pacífico, el 0% eran de otras razas y el 0% pertenecían a dos o más razas. Del total de la población el 0% eran hispanos o latinos de cualquier raza.